# Akwesasne Warriors
Die Akwesasne Warriors waren eine kanadische Eishockeymannschaft aus Akwesasne, Ontario (bei Cornwall). Das Team spielte von 2010 bis 2012 in der Federal Hockey League.

## Geschichte
Das Franchise der Akwesasne Warriors wurde im Frühjahr 2010 als eines der sechs Gründungsmitglieder der Federal Hockey League gegründet, in der sie ab der Saison 2010/11 am Spielbetrieb teilnahmen. In der FHL stellte die Mannschaft, die ihre Heimspiele im Territorium der Akwesasne-Indianer austrug, den einzigen kanadischen Teilnehmer.
In ihrer Premierenspielzeit gelang es der Mannschaft einige erfahrene Spieler aus anderen Ligen abzuwerben, darunter den italo-kanadischen Olympiateilnehmer von 2006 Carter Trevisani, den international erfahrenen Kanadier Jeremy Van Hoof, sowie dessen Landsmann Pierre Dagenais, der unter anderem in den beiden stärksten Eishockeyligen der Welt, der National Hockey League und der Kontinentalen Hockey-Liga, aktiv war. Im Saisonverlauf hatten jedoch alle drei Spieler das Team verlassen und bei höherklassigen Teams unterschrieben.
Das Team beendete die reguläre Saison auf dem zweiten Platz in der FHL und sicherte sich vorzeitig die Teilnahme an den Playoffs. Zur Endrunde wurden erneut Trevisani und Dagenais verpflichtet und beide waren für die Finalspiele gegen die New York Aviators wieder verfügbar. Die Warriors gewannen den Commissioner’s Cup, wobei Dagenais in vier Begegnungen mit sieben Toren zu diesem Erfolg beigetragen hatte. Sein Landsmann Dan Tessier war mit 17 Punkten der beste Scorer der Playoffs. Im Anschluss an die Saison 2011/12 stellte die Mannschaft den Spielbetrieb ein.

## Bekannte Spieler
- Pierre Dagenais
- Dan Tessier
- Carter Trevisani
- Jeremy Van Hoof